# ヴィレ＝ブルトヌー
ヴィレ＝ブルトヌー (仏: Villers-Bretonneux) は、フランス北部のオー＝ド＝フランス地域圏のソンム県にあるコミューンの一つである。
その住人は、男性は「des Bretonvillois (デ・ブルトンヴィロワ) 」、女性は「des Bretonvilloises (デ・ブルトンヴィロワーズ) 」 と呼ばれている。

## 地理

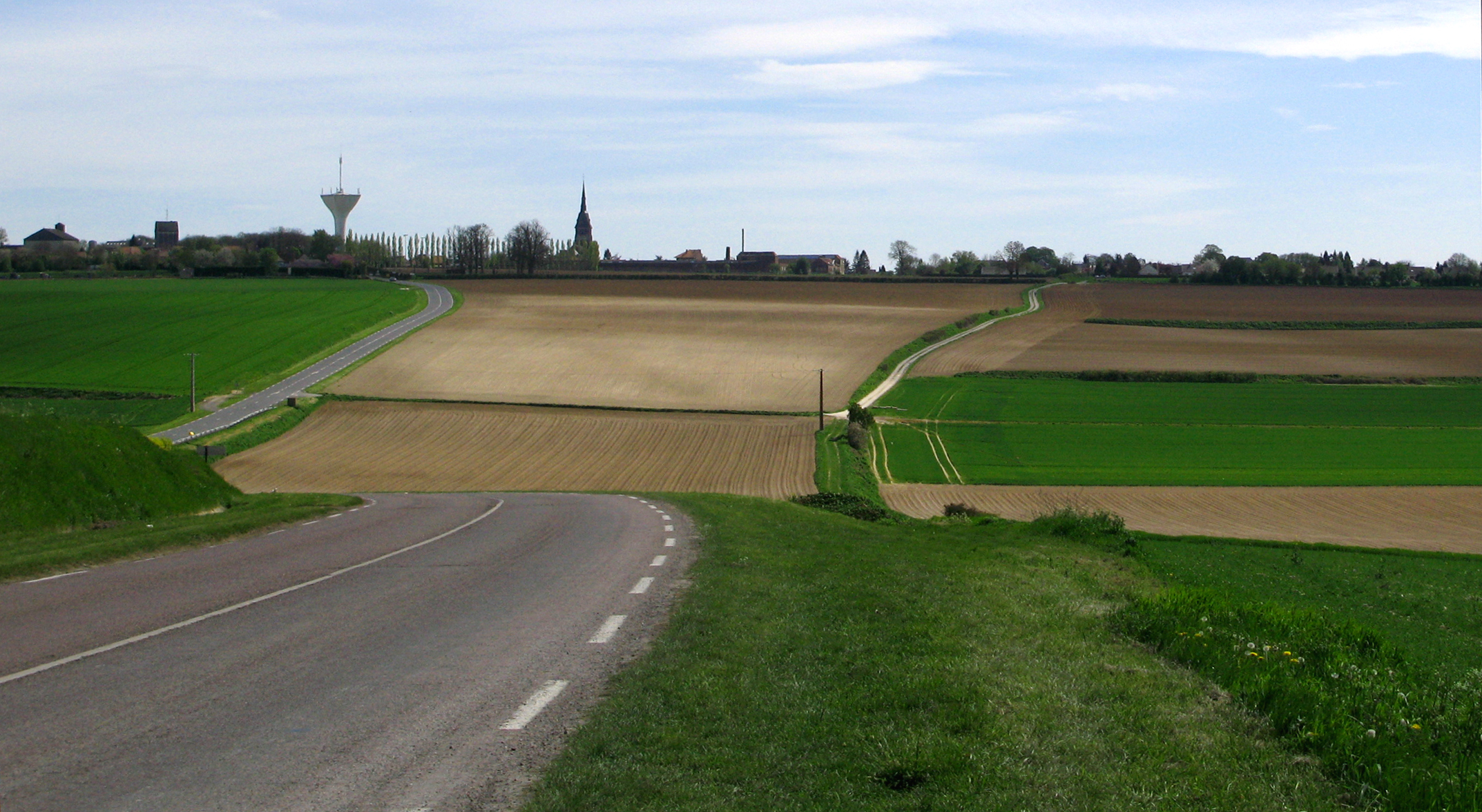
北方のフイヨワとコルビ方面より望むD23号線からのヴィレ＝ブルトヌーの外観の眺望

ヴィレ＝ブルトヌーは、アミアンの東、コルビの南に位置するピカルディ地域圏のコミューンであり、その東端はそれまで平坦地が続いていた地形の境界に当たり、その西端はアミエノワ地域 (Amiénois)の東の境界に当たるサンテール台地の西の境界にほぼ該当すると見做すことが出来る。
コミューン内には、アミアンとエーヌ県のサン＝カンタンとを結ぶローマ街道の旧道跡に完全に一致する旧国道29号線 (現在のRD1029号線) が通っている。コルビとモレイユとを結ぶ県道D23号線とRD1029号線の交差する地点にコミューンの市街地がある。
高速道路A29号線 (ル・アーヴル - サン＝カンタン) の52番出口がコミューン内にある。
ヴィレ＝ブルトヌーは、テルニエ経由でアミアンとランを結ぶ鉄道路線の「アミアン - ラン線」 が通る。

### 地質と気候

#### 土壌と地層の性質
コミューンの地層は、白亜紀後半のフリントと筋状で丸い球形の黄色や白のパイライトの塊が混じった白亜から主に構成されている。
その土壌は、台地の上を占める泥土によって覆われている。

#### 水路測量
コミューン内を流れる川は無い。地下水は地面から約80m下を流れており、水深は約1ｍ程度と浅い。

#### 気候
コミューンの気候は、西風と南西からの風が強い温帯の海洋温帯である。

### 住民の生活

#### コミューン内の都市計画と整備計画
地味で小さな村であったヴィレ＝ブルトヌーは、19世紀のメリヤス製品産業の進出のおかげで大きな発展を遂げたことが知られている。二度の世界大戦による破壊の後、町は再建された。市街地には、公共的で住民にとって極めて重要な建物が集中して建てられている。
ヴィレ＝ブルトヌーは、コミューンがアミアンの人口密集地域の付近に位置することと高速道路A29号線 (サン＝カンタン - ル・アーヴル)出口があることのおかげで新たな発展を遂げている。個人用住宅の分譲地の建設が進められている。

#### 経済活動と行政サービス
ヴィレ＝ブルトヌーの人口の増加は、19世紀のメリヤス製品産業の発展が大きく寄与している。しかしながら、人口は1880年代から徐々に減少し始める。人口減少は、二度の世界大戦を経た後も続いたが、1990年代以降は増加に転じている。
今日では、行政サービスは経済活動に必要不可欠な構成要素となっている。:高速道路の出口付近にショッピングセンターを設けたり、市内中心部に居住する小売業者や職人の為に、例えば退職後の住宅と法要施設ならびに自由業の専門家による更なる実用的スキルの再教育の提供といったものに代表される保健サービスがある。教育機関としては、幼稚園や小学校、大学を挙げることが出来る。

## 地名
Villers という地名は、ヴィラの一部（ドメーヌ）を意味するラテン語の villare に由来し、 Bretonneux は、 から来て、呟く人を意味するピカルディの方言である berthonneux に由来する。

## 歴史

### 先史時代
コミューンの地域内に、先史時代にこの地域に人間が存在していたことを示すフリントを切断して研いだと見られる形跡が見つかっている。

### 古代
- コミューンの地域内からは、ローマの硬貨、住居の痕跡ならびに砂岩で出来た碾臼が発見されている[2]。この土地は、ローマの植民地であった頃、アミアンとヴェルマンを結ぶ旧道の宿営場所として使われていた。

### 中世
- 1840年、考古学の発掘調査により、フランク王国時代の石棺、壺、耳環が発見された[2]。
- 文献上で Villers-Bretonneux という地名を最初に散見できるのは、1123年の記録からである[2]。
- 12世紀に地名に Bretoneux または Bretonneux という語が付け加えられた点は、地名の起源を探る上で歴史家を困惑させた[3]。
- 1200年、 Villers-Bretonneux Adams de Villers (ヴィレ＝ブルトヌー・アダム・ドゥ・ヴィレ) の領有権は、コルビ修道院に帰属していた。
- 14世紀には、村は高さ12ピエ (ピエはかつてのフランスの長さの単位、1668年以前の1ピエの長さは約326,596 mm) の壁に囲まれ、140を数えるあばら家があった。 城は高さ15ピエの城壁に囲まれていた[2]。
- リヴリー (ソンム県)とヴィレ＝ブルトヌーの領主の Waleran de Riveryは、ブルゴーニュ公の顧問兼侍従でケリュー領主で1415年のアジャンクールの戦いで戦死したジャック・ドゥ・ケリューの次女のイサベルと結婚している[4]。
- 15世紀の後半には、領主は騎士のアントワーヌ・ドゥ・リヴリーであり、彼は1465年にアミアンの指導者、そして主にリヴリーとヴィレ＝ブルトヌーの領主を務めた[5]。

### 近世
- 1636年8月13日、スペイン軍がマッチと麻屑を使って近隣のいくつかの小村で放火による火災を起こしている。1681年の調査によると、当時コルビと繋がりのあった城砦が全く残っていないという事実は、おそらくその当時に戦争で完全破壊が行われた為であろうと言及している[6]。
- 1700年、ヴィレ＝ブルトヌーの領主権が、マルセルカーヴの領主ピエール・デュフレスヌに売却された[2]。
- 1737年には、ヴィレ＝ブルトヌーの羊毛業についての記述が見られた[2]。
- 1778年にヴィレ＝ブルトヌー出身であるピエール・ドタンは、「Les Affiches de la Picardie」 (ピカルディのポスター)  で、ジャガイモに関する回想録を発表した[2]。

### 近代
- 1838年、ヴィレ＝ブルトヌーはウールとフランネルのストッキングの工場の誘致により、ソンム県で最も豊かで最も商業的なコミューンであると、ある書物[7]に記述されている。
- 第一次世界大戦中に破壊された教会[8]は、1859年に建てられ、Nicolas Blasset の学校の木造の聖母像の避難先となっていた[9]。

#### 普仏戦争
- 1870年11月27日、ヴィレ＝ブルトヌーは普仏戦争におけるアミアンの防衛をめぐる戦い (ヴィレ＝ブルトヌーの戦い) の場所となった。フランス軍は敗北し、住民はプロイセン軍に10万フランもの貢納金を支払わなければならなかった[2]。

#### 第一次世界大戦

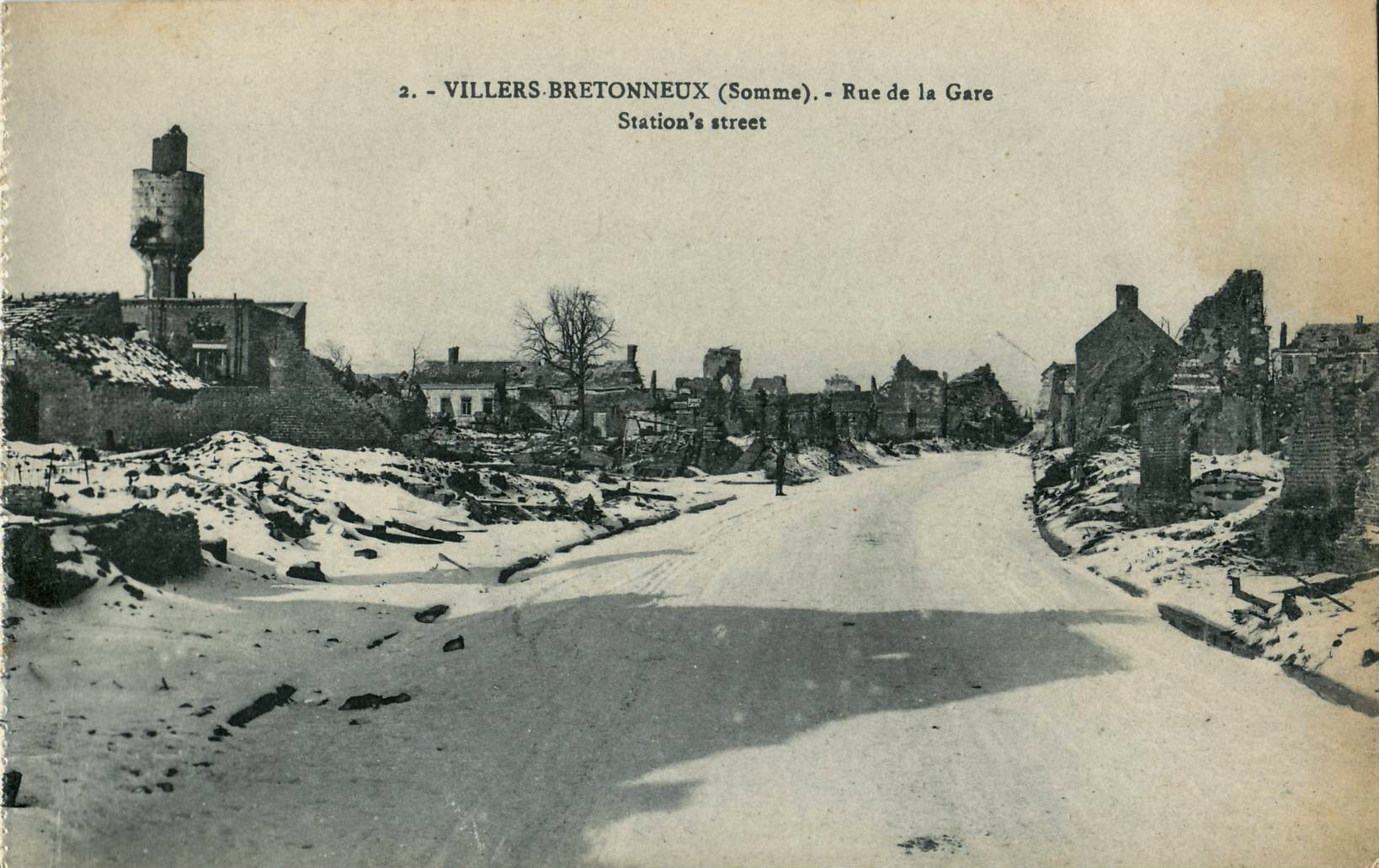
ヴィレ＝ブルトヌーは第一次世界大戦中に大きな戦災を受けた。

- ヴィレ＝ブルトヌーは、1918年のドイツ軍の春季攻勢において、ドイツ帝国軍の大攻勢から連合国軍の反撃への大きな転換点となった戦闘の場所であった。アミアンを奪取しようと攻勢を強めたドイツ軍に対抗するイギリス軍を補充補強する為にやって来た何千人ものオーストラリアの兵士たちは、1918年4月24日から26日に激戦を繰り広げた。

何千人ものオーストラリアの兵士がアミアンの戦いで命を落とした。ジョン・モナッシュ将軍の下でオーストラリア軍は、ル・アメルで決定的な勝利を挙げた。この勝利は百日攻勢の連合国軍の大反攻に繋がるアミアンの戦いでの勝利への最初の第一歩、序章となった。

#### 第一次世界大戦と第二次世界大戦の間の戦間期
- 第一次世界大戦終結後から第二次世界大戦勃発までの戦間期には、オーストラリアのメルボルン市はヴィレ＝ブルトヌーに向かう出征兵士を送り出した中心地であり、その州都のビクトリア州は、ヴィレ＝ブルトヌーの再建にも協力した。
- 1938年7月22日、イギリス国王ジョージ6世とその王妃エリザベス・ボーズ＝ライアンならびにフランスの大統領のアルベール・ルブランによってヴィレ＝ブルトヌー国立オーストラリア祈念碑（英語版）が創建された。そこには、埋葬されなかった11,000名の兵士の名前が石碑に刻まれている。

#### 第二次世界大戦
- ヴィレ＝ブルトヌーは、ドイツ軍の突破作戦に対しアミアンを防衛する為にフランスの植民地の出身者から構成され結成された第四植民地歩兵師団との、1940年5月末から6月5日にかけて行なわれた激しい戦闘の場となった。
- 1944年8月31日、ヴィレ＝ブルトヌーの住民のレジスタンス活動家たちは、町の解放の為にイギリス軍に協力した。そのレジスタンス活動家の中には数人の犠牲者が出た。

## 住民と社会

### 人口統計
住民の数の推移は、1793年以来コミューンで実施されてきた国勢調査で確認できる。2006年時点で、コミューンの公式人口は、フランス国立統計経済研究所 (INSEE)によって調査年の年間記録が発行されている。国勢調査は現在、年間を通した情報収集に基づいており、5年間にわたってすべての地方自治体の版図を逐次カバーしている。住民10,000人未満の自治体では、5年ごとに全人口の国勢調査調査が行われ、中間年の公式の人口は内挿または外挿によって推定される。自治体にとっての新しい仕組みの枠組みによる最初の包括的国勢調査は2007年に実施されている。
2015年には、住民数が4,387人となり、2010年に比べて4.78％増加している。
| 1962年 | 1968年 | 1975年 | 1982年 | 1990年 | 1999年 | 2006年 | 2012年 | 2015年 |
| ------ | ------ | ------ | ------ | ------ | ------ | ------ | ------ | ------ |
| 3,342  | 3,474  | 3,473  | 3,347  | 3,686  | 3,952  | 4,095  | 4,210  | 4,387  |

### 教育
青少年の住民への最初の教育は、ル・プティ・プリンス幼稚園から始まる。
アミアンアカデミーのBゾーン内にあるサン＝テグジュペリ公立小学校とヴィクトリア学校は、幼稚園卒園後の児童・生徒を受け入れている。
ジャック＝ブレル大学は、義務教育からの就学の継続を保証し、統合教育に配慮した単位を用意している。

### 歴史的行事

#### アンザック・デー
アンザック・デーに因み毎年4月25日に、The Dawn service (夜明けの式典)がオーストラリアとフランスの政府主催で、数千人のオーストラリア人の参加により午前/5時からに行われる。この式典は、1918年4月24日にドイツ軍が突撃戦車A7Vの投入によってヴィレ＝ブルトヌーが奪われたが、その夜から25日にかけてオーストラリア人の2つの旅団の奮戦によってヴィレ＝ブルトヌーの奪還を果たし勝利を挙げたことを記念して行われる。

## 地方の文化と遺産

### 姉妹都市
- ロビンヴェイル - オーストラリアのビクトリア州の都市。

### 場所とモニュメント

#### 洗礼者聖ジャンのキリスト降誕教会
洗礼者聖ジャンのキリスト降誕教会 (フランス語: Église de la Nativité-de-Saint-Jean-Baptiste) の現在の建物は1929年に建てられたが、以前の建物は1859年に建設され、1918年のヴィレ＝ブルトヌーの戦いで破壊されている。1219年には、ヴィレ＝ブルトヌーにすでに洗礼者聖ジャン教会があった。モニュメントは床に5つの椅子が設えてある身廊、多角形の後陣と正面に矢のような尖塔の形をした円屋根の鐘楼の拝廊から構成されている。

#### 市庁舎
第一次世界大戦後に再建された小さな鐘楼風を持つ市庁舎。

#### 仏豪博物館
市立学校の1階に設置されたオーストラリア人兵士博物館で、オーストラリア人兵士の犠牲に敬意を表している。中庭では、日々来訪する訪問者や学生に「 Don't forget Australia ! 」と書かれたキャラコを目にすることによってオーストラリア人兵士の犠牲を思い起こさせる。1920年代に行われた学校の再建には、学生とビクトリア州の州民の寄付による50万ドルの資金で賄われた。この学校は、校舎の再建の敬意に基づき、「ヴィクトリア学校」と呼ばれる。

#### 戦争祈念施設

##### 普仏戦争の祈念施設
共同墓地
- 祈念碑

「1870年11月27日の日に祖国フランスの為に死んだ」と彫られた石碑の裏には、更に別の献辞が彫られている。
「この十字架の影に勇敢な英雄たちが眠る」
- 記念碑のすぐ前に位置する納骨堂へ芝生の散歩道を通って向かう道中、彼らの想いがそのまま現実の世界に蘇ってくる。

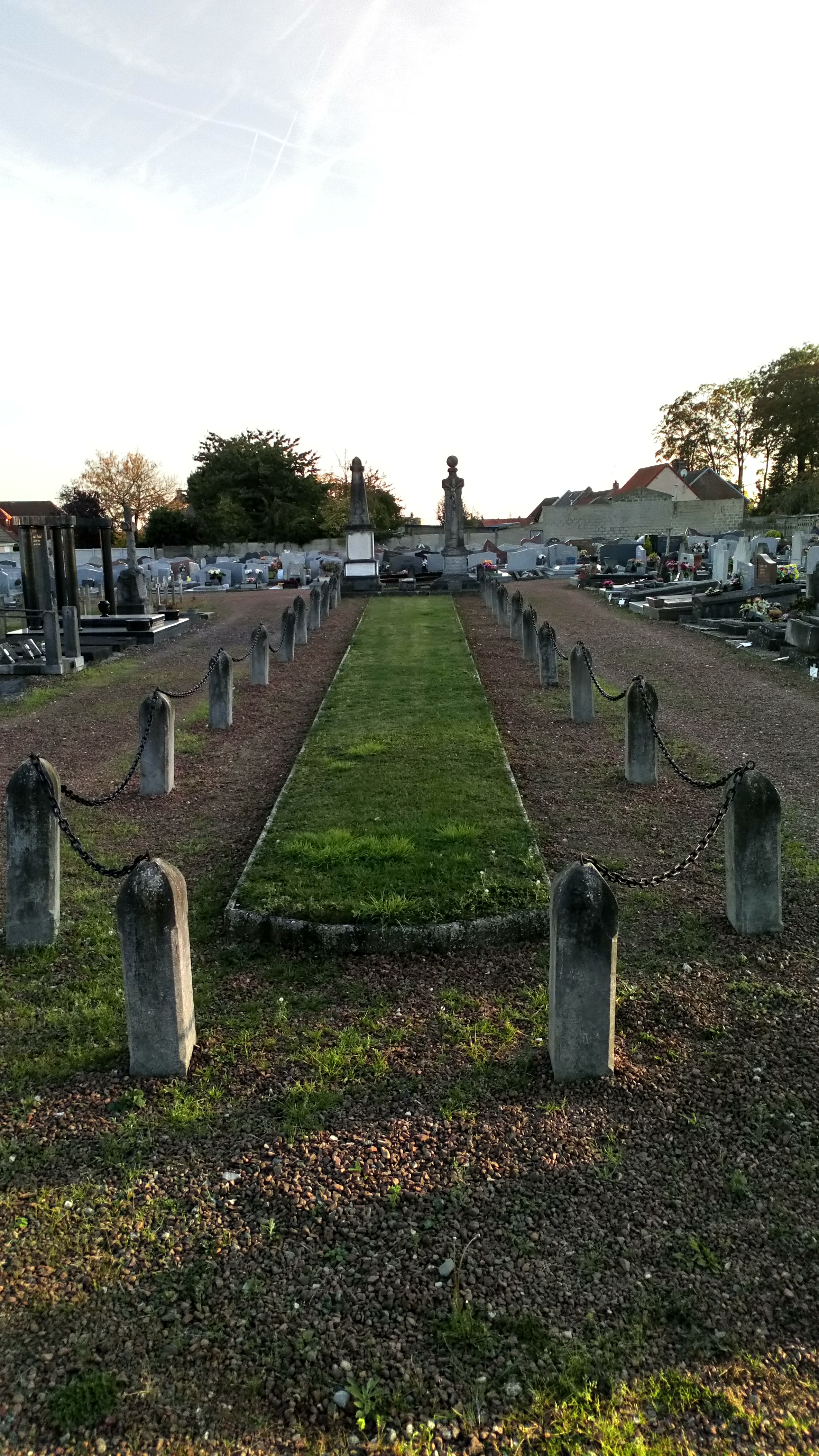
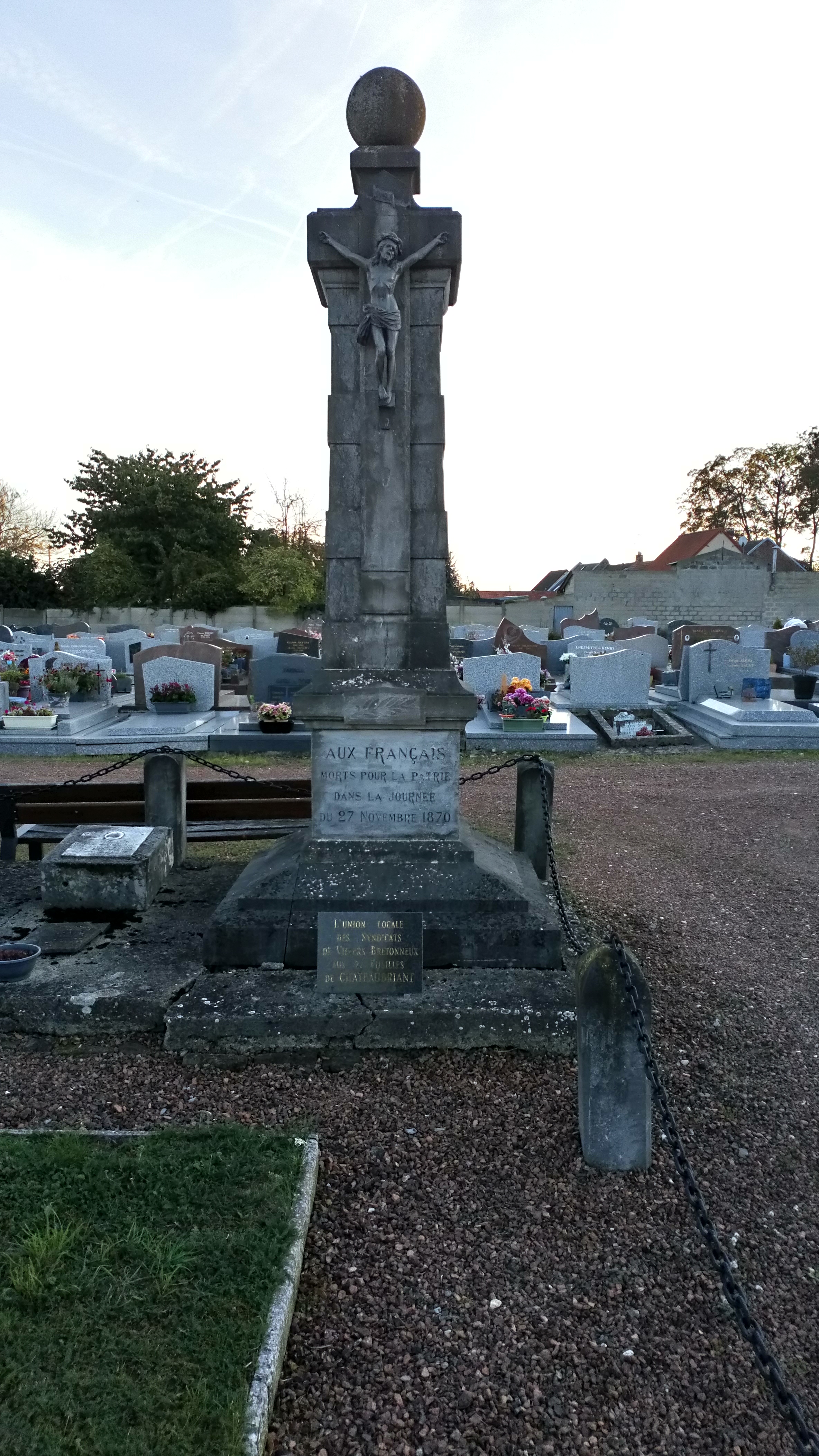
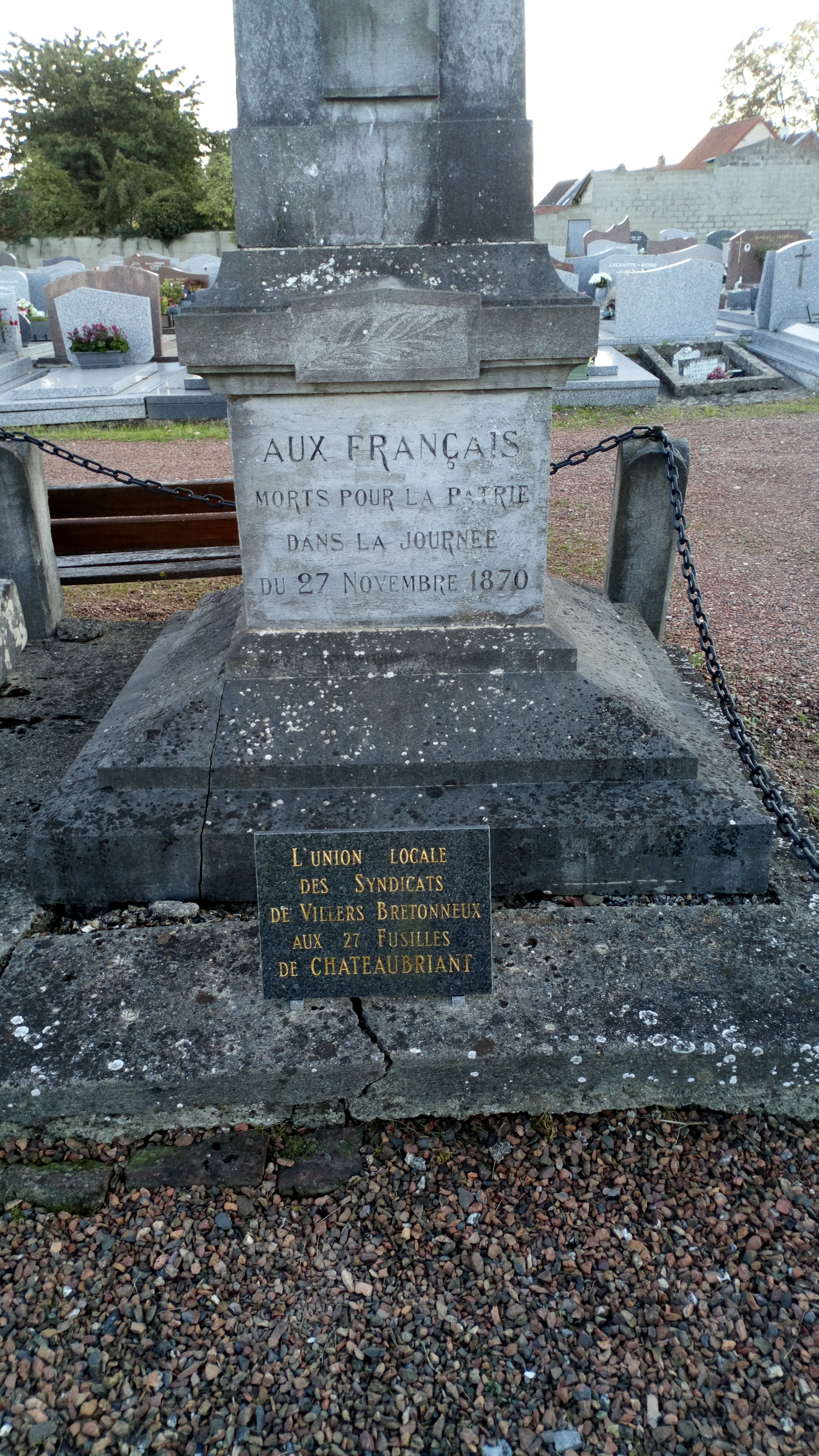
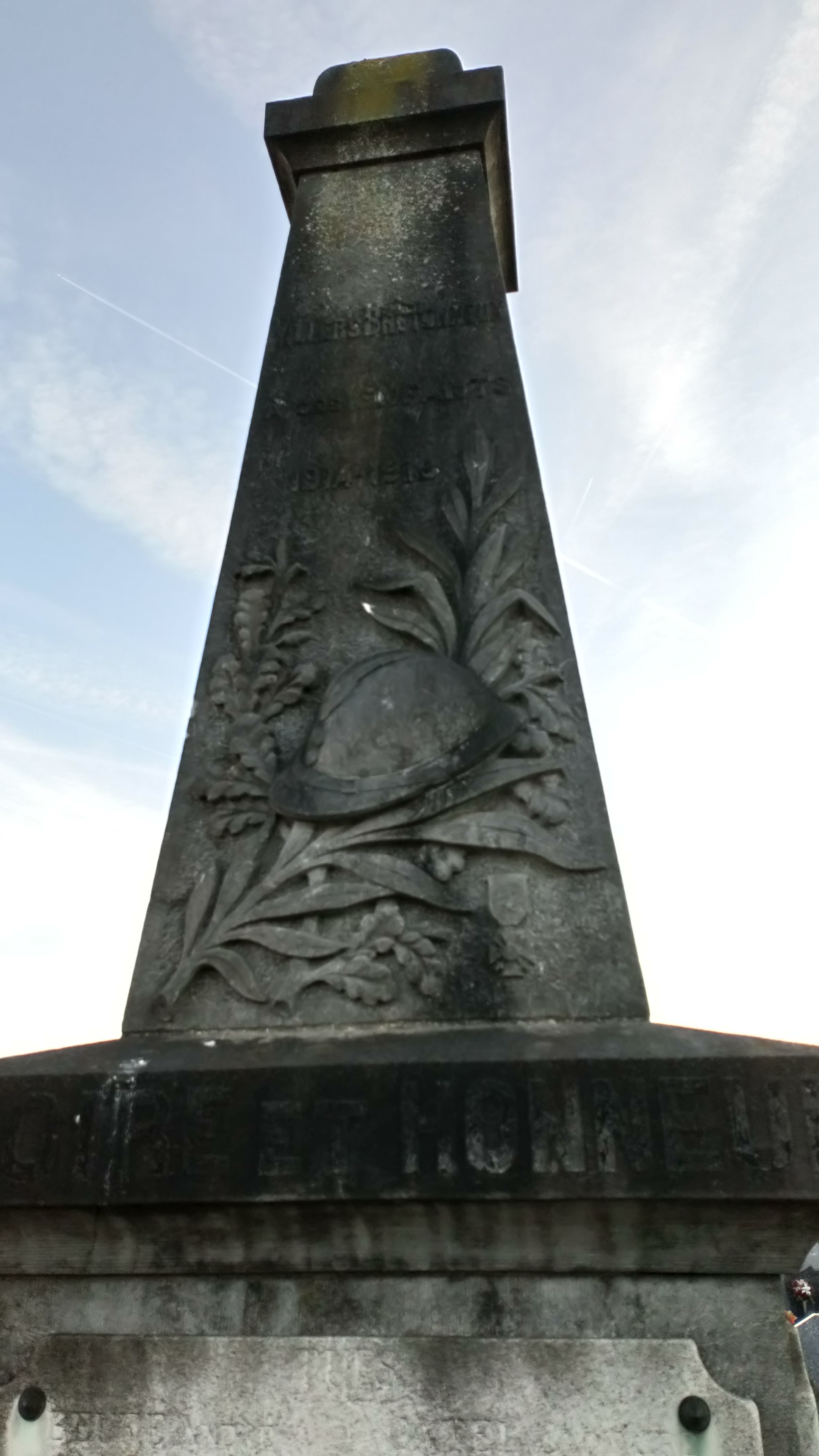
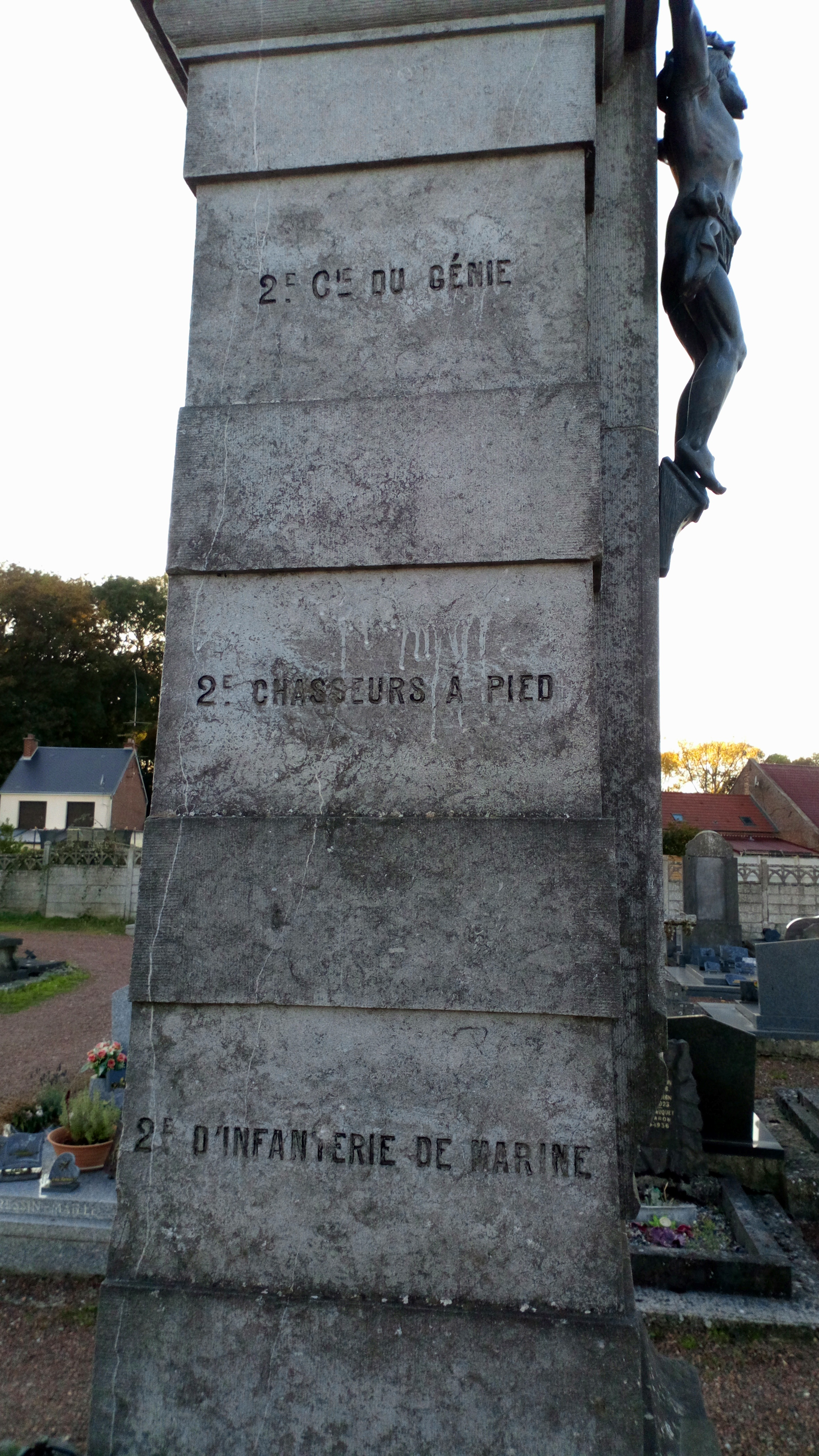

##### 第一次世界大戦の祈念施設
- 普仏戦争の祈念碑の隣の共同墓地に第一次世界大戦の戦没者の祈念碑[18]。
- 市庁舎近くの公園にある2番目の祈念碑。1928年に建築家グドゥフロワ・テッセールが制作した作品の管理している。祈念碑は、青い花崗岩の台座の上に赤い花崗岩の高い石碑が建てられている。立像は、右手に花輪を持ち左手に勝利を意味する棕櫚を抱えた、死別の悲しみの寓意を込めた女性を表わしている。パリの彫刻家 Herant-Bender Mariene のハサミの形をしたヴィレ＝ブルトヌーの石碑は、両軍の決戦を表わしている[19]。石造の薬莢は、A. Del Bobbio の制作である[18]。

##### 第二次世界大戦の祈念施設
アミアンに向かうルート上にあるフランス国内軍 (FFI) の祈念碑は、1939年から1945年までの第二次世界大戦中にフランスの為に銃殺や強制収容所で死亡した政治家を追悼・慰霊している。

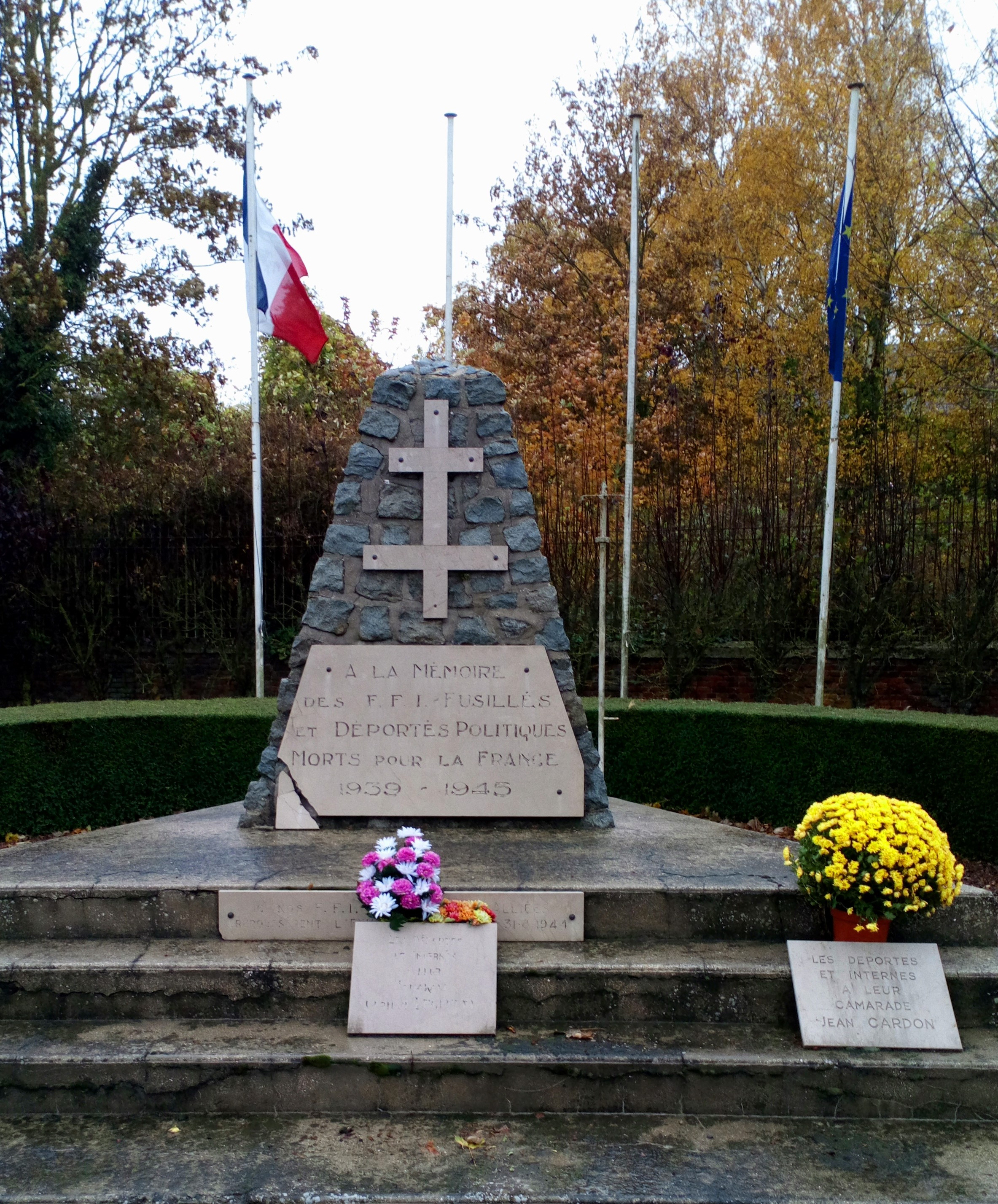
FFIへの祈念碑
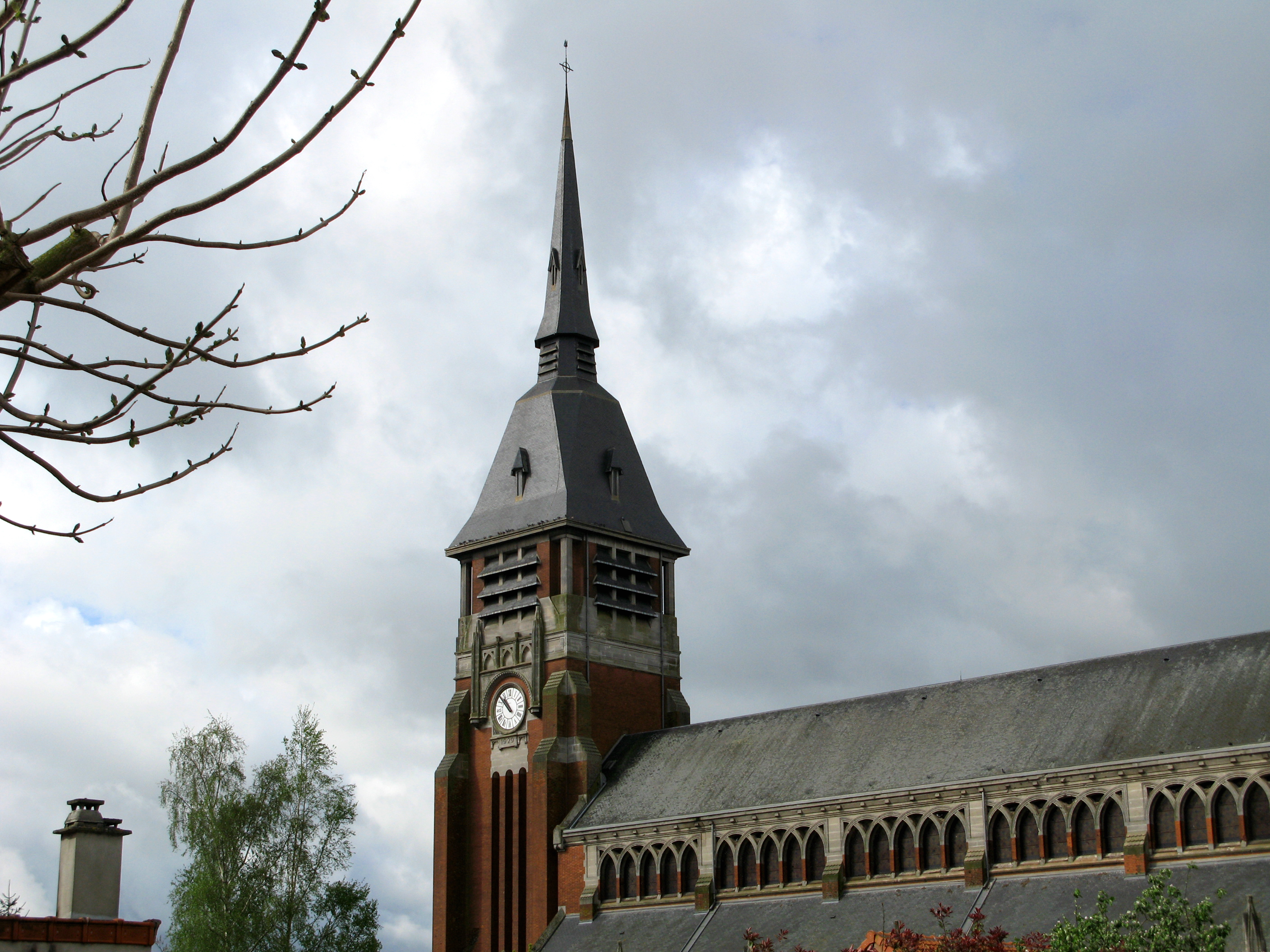
洗礼者聖ジャン教会 (時計のすぐ下に、建設年の「1929年」が表示されている。)
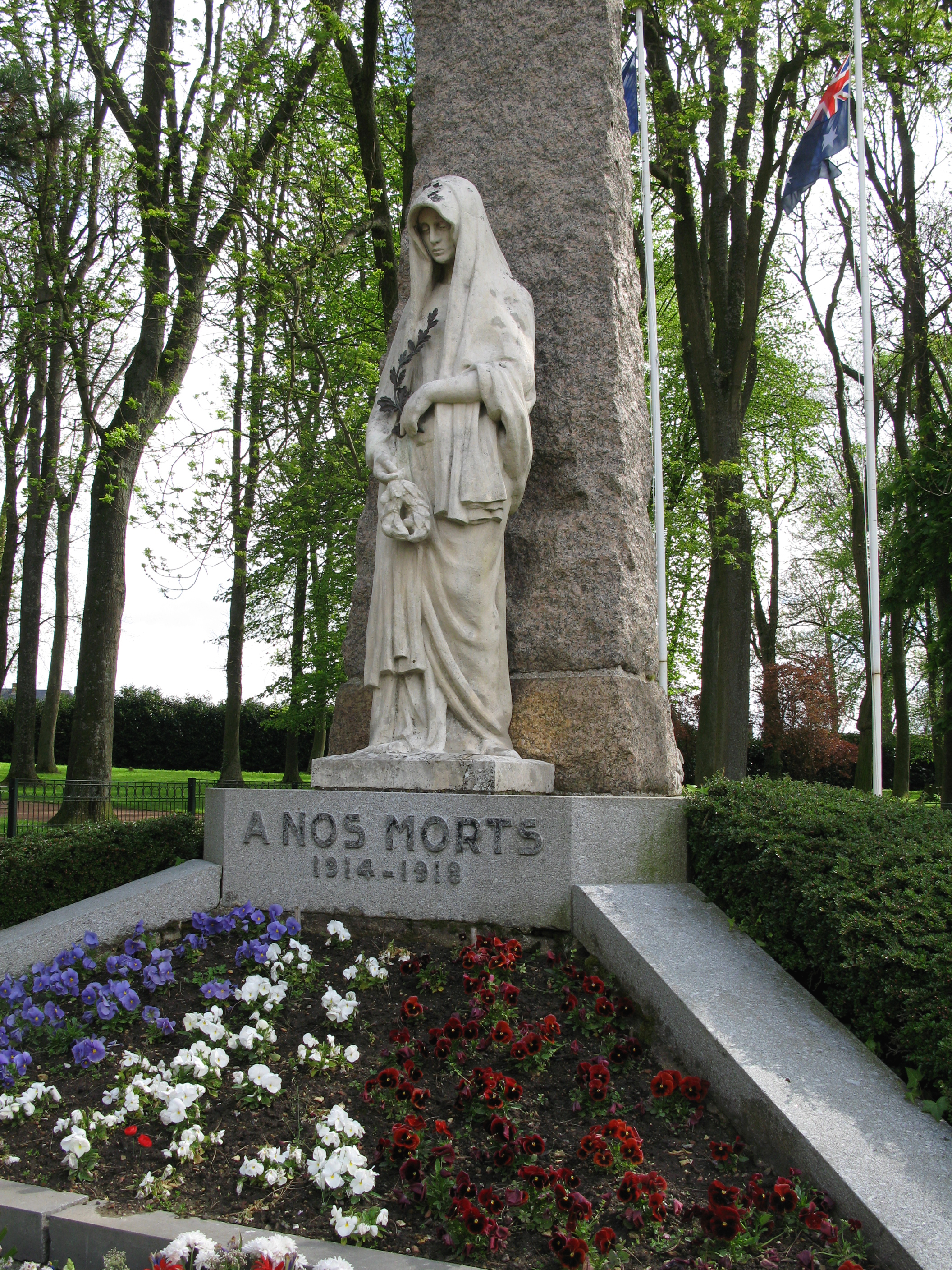
Détail du monument aux morts : allégorie du deuil, de Mariene Herant-Bender, de 1928.
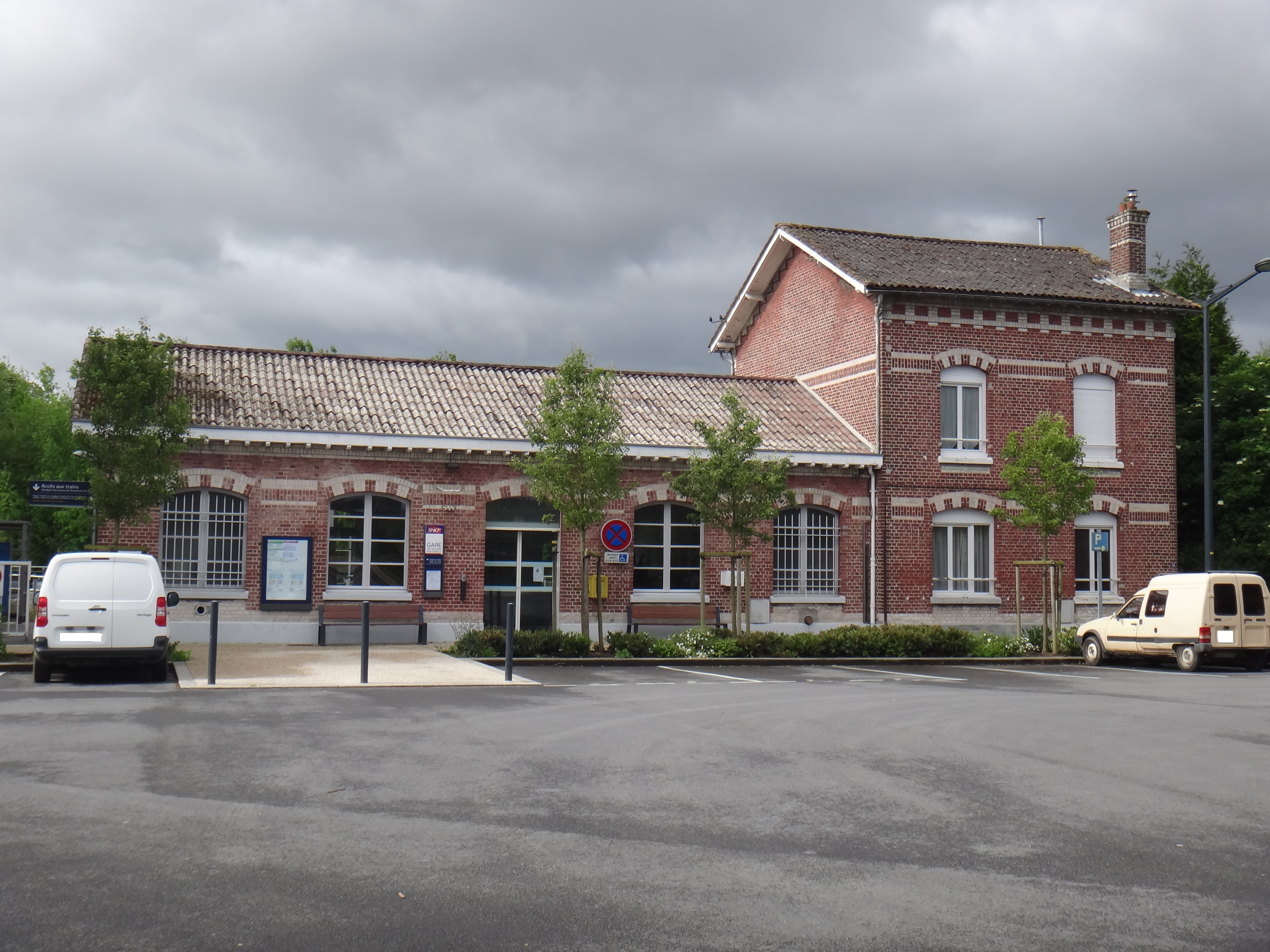
駅

#### オーストラリア祈念碑軍人墓地
ヴィレ＝ブルトヌーからフイヨワに至る緩やかな勾配の地形にある県道D23号線の脇にある、フイヨワのコミューン内に数千の白い石柱を集めて石段の並木道の建築線とし、その道は堂々とした立派な記念碑である石造のパビリオンに向かって延びている。「回想の石」と呼ばれる大きくて非常に簡素な石段の上の平行六面体のオブジェには英文で「Their name liveth for evermore. 」 (彼らの名前は永遠に生き続ける。)と彫られている。

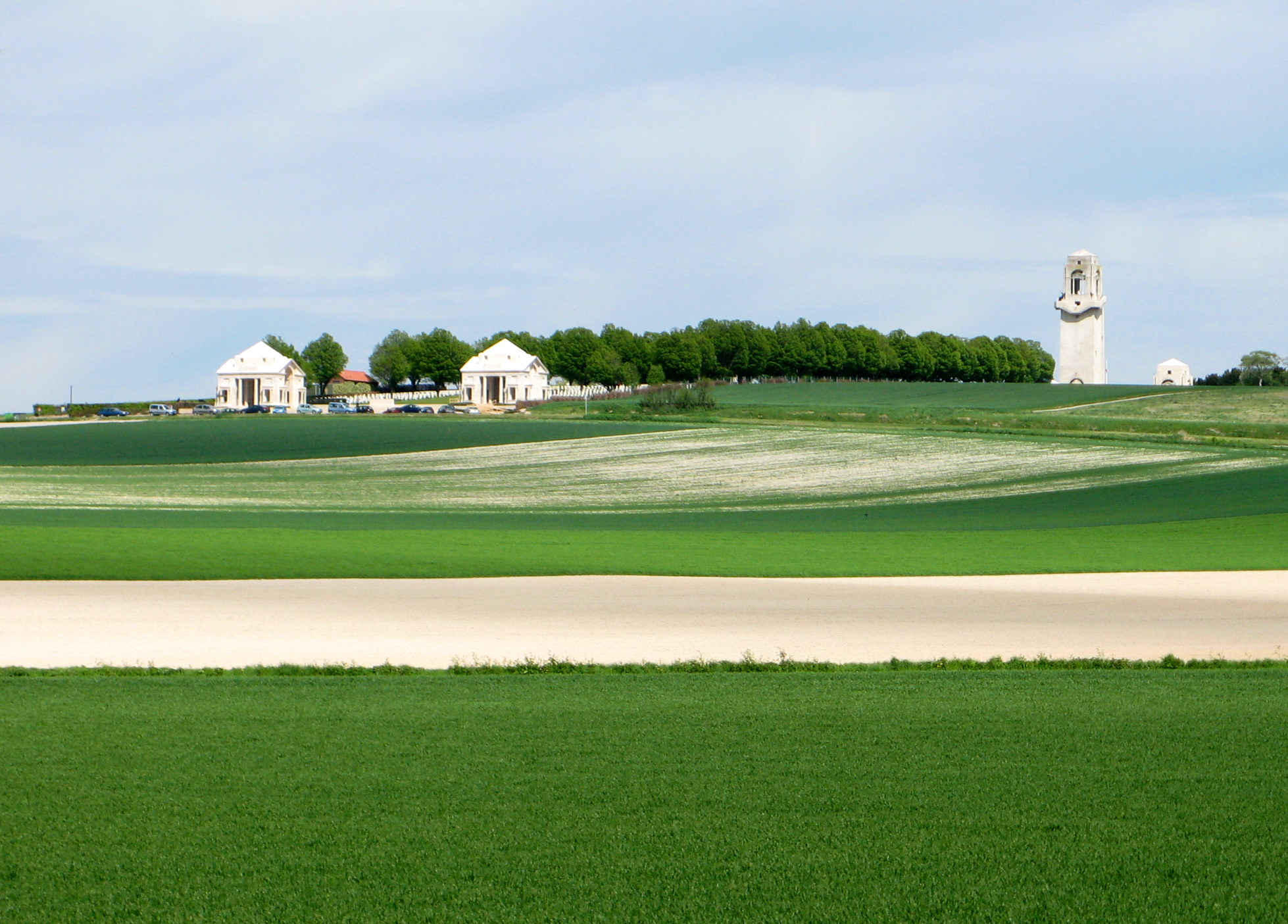
フイヨワ内の「ヴィレ＝ブルトヌー国立オーストラリア祈念碑」
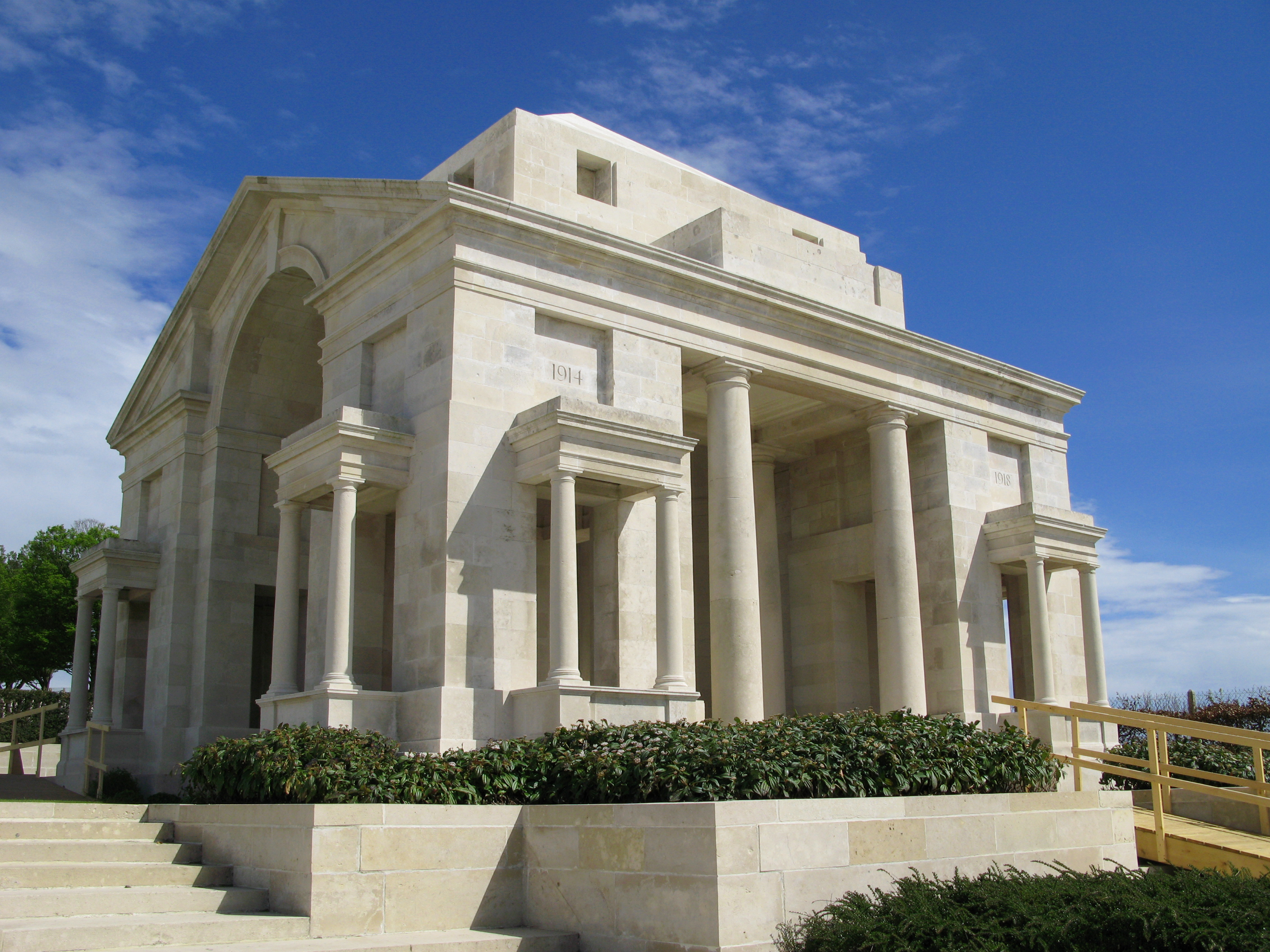
軍人墓地の入口にある右側 (南側) のパビリオン
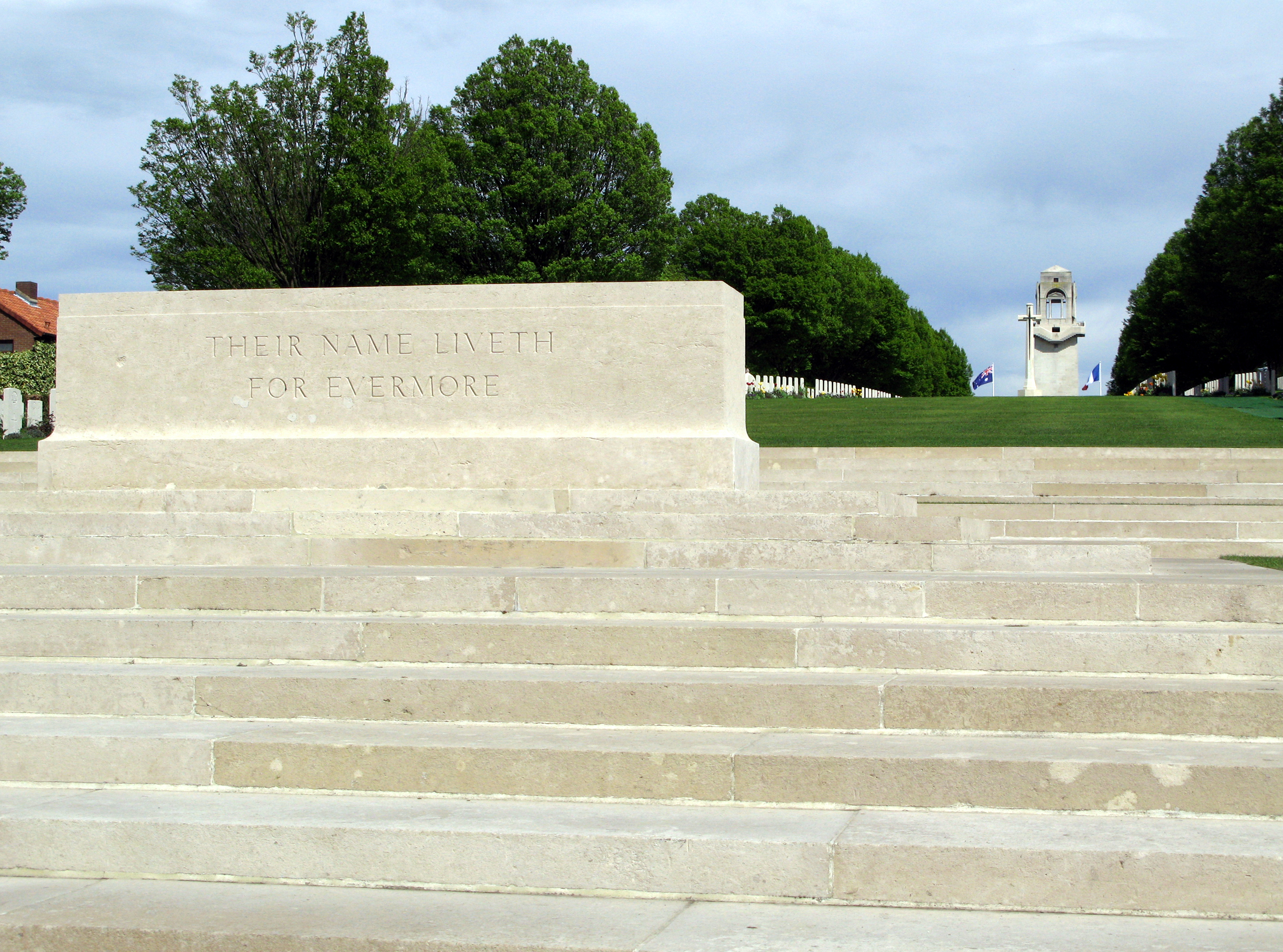
道の両側が白い石柱の建築線に囲まれた並木道が続く石段

墓地と白色の高い十字架 (犠牲者の十字架) の向こうには、周囲を見下ろす塔が立っている。高い壁のどちらにも厳かに多数の兵士の名前が刻まれており、左右対称の二つのパビリオンは繋がっており、白い石造の両翼で囲まれた一種の中庭を形成している。二つのパビリオンと塔の頂上の角は国旗で飾られている。そこでは(頂上からどの方角にどの建物や町があるかを示す)方位盤を収容・保護しており、祈念碑が設置されている台地の頂上に向かって石段を登る観光客の集団に対して、下方にある軍人墓地とコルビならびにその周辺地の景色を見せてくれる。
祈念碑と墓地にある十字架には未だ第二次世界大戦中に被った被害の爪痕が残っており、その状態の修復が必要となっている。
毎年4月25日には、「ヴィレ＝ブルトヌー国立オーストラリア祈念碑」がアンザック・デーの式典の主会場となる。 第一次世界大戦で戦死したり行方不明になったりした兵士の遺族と同様に、オーストラリアとニュージーランドの当局者も参列する。これらは、刻まれた名前のほかに、紙製や布製の (フランスの国旗の赤を表す)ヒナゲシを墓に供える為に固定して取り付けたり、具体的な個人名が刻まれていない集合共同祈念碑の代わりに、故人の名前を祈念碑に刻んだりして、彼らの墓参行為を証明付けていく。

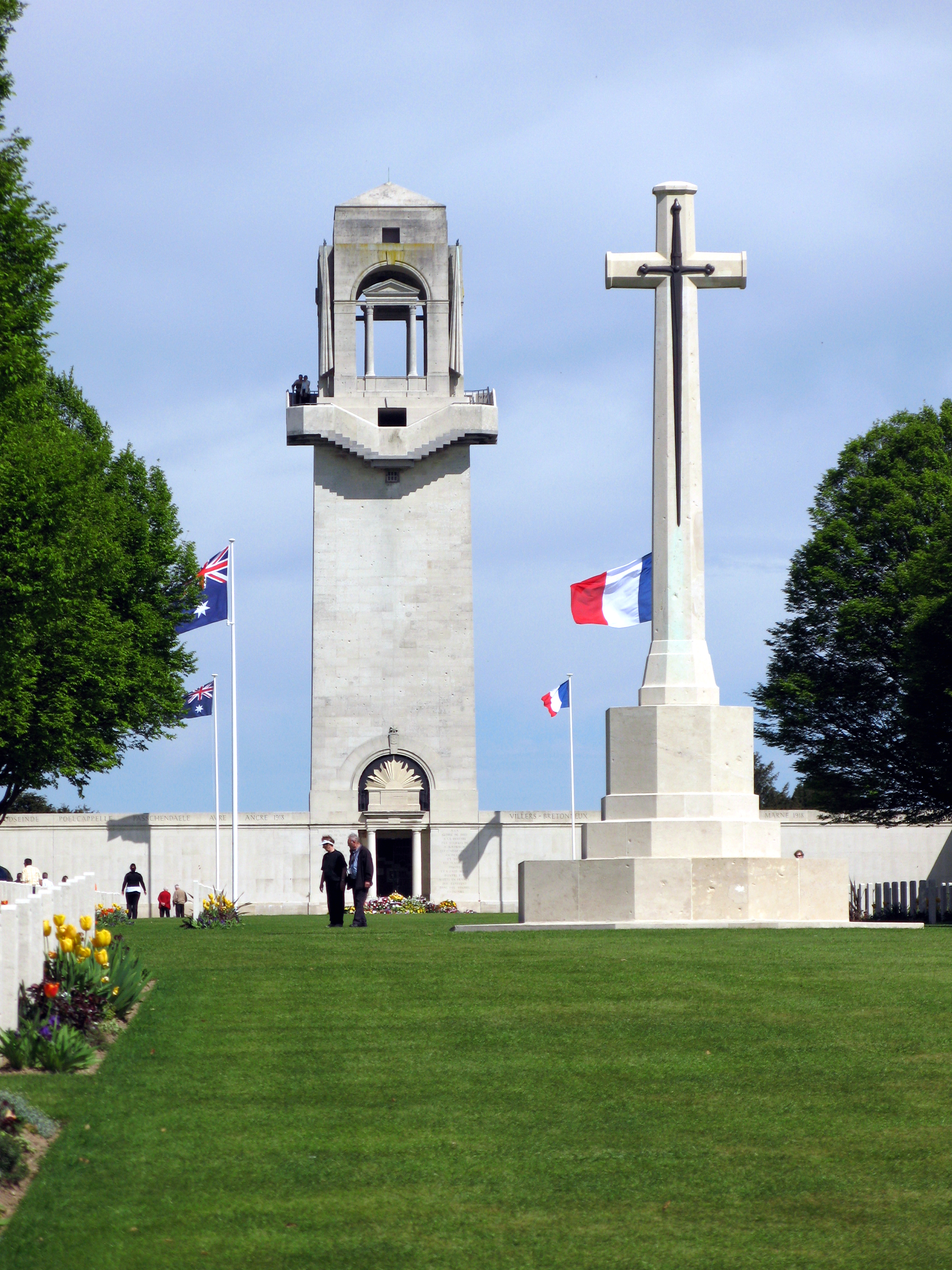
遠近法の錯覚を利用して犠牲者の十字架を記念塔と同じくらい高く見せている。
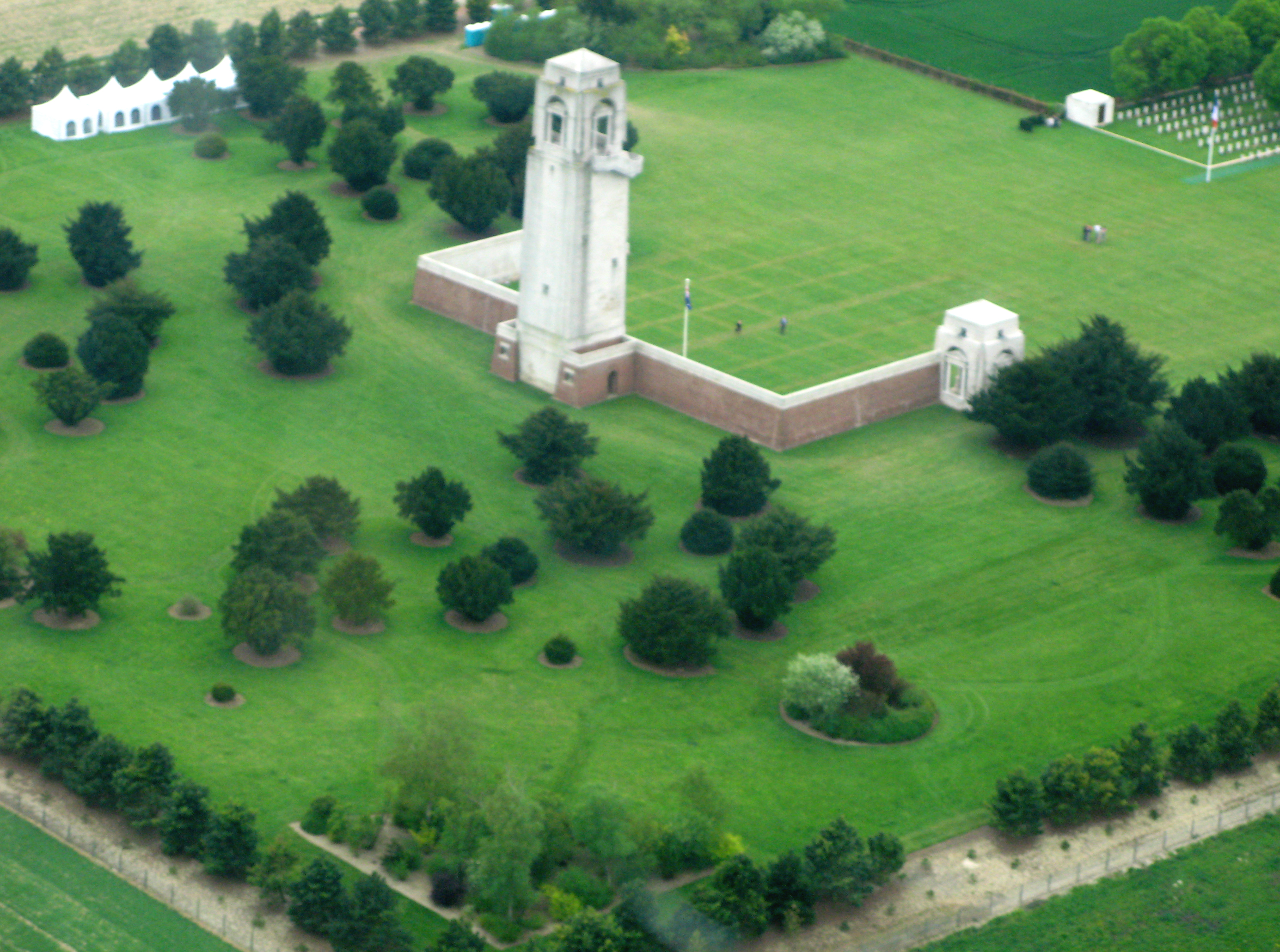
飛行機から見た建物 (北東から3/4後方)
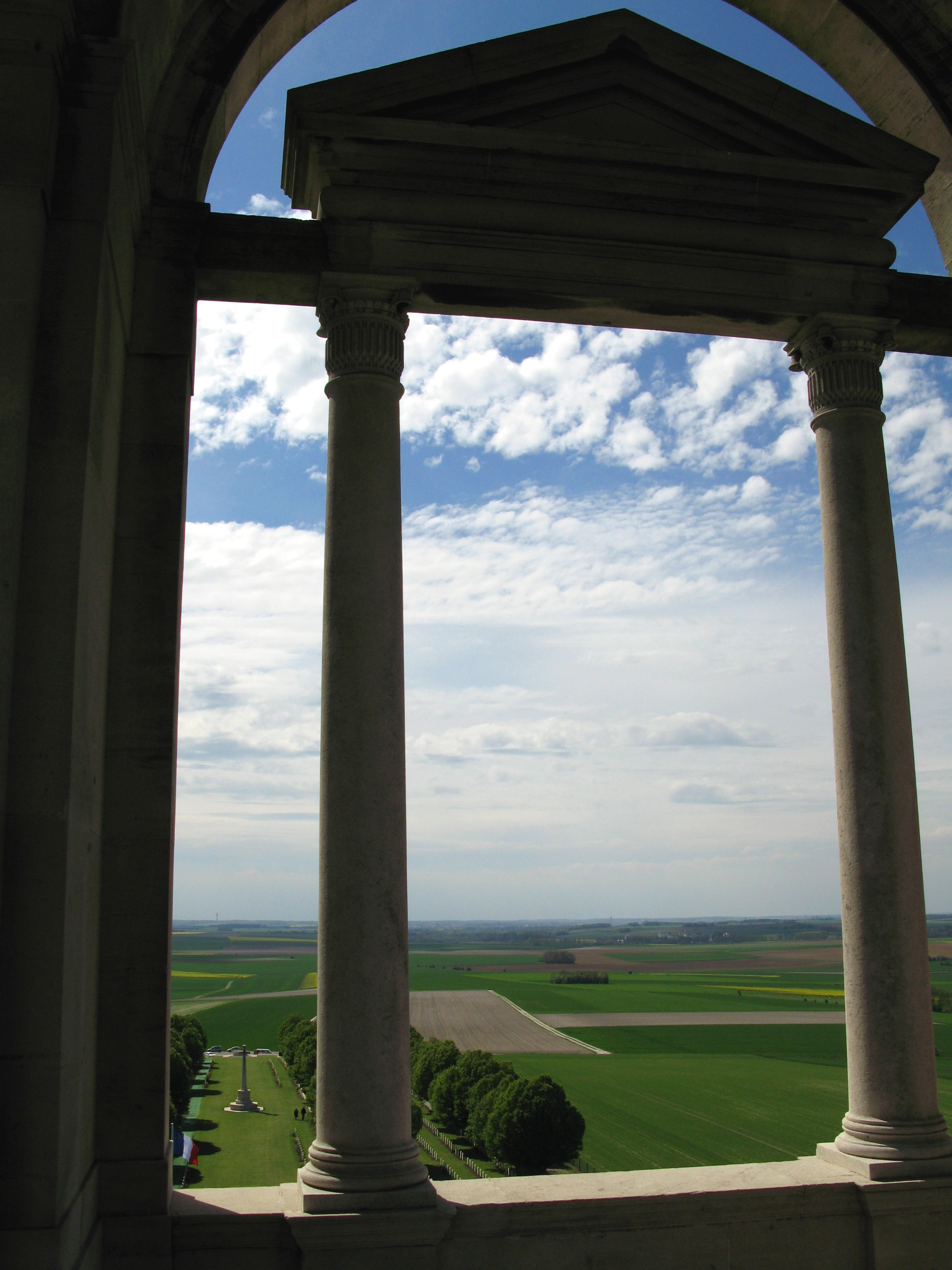
塔の上から東の風景
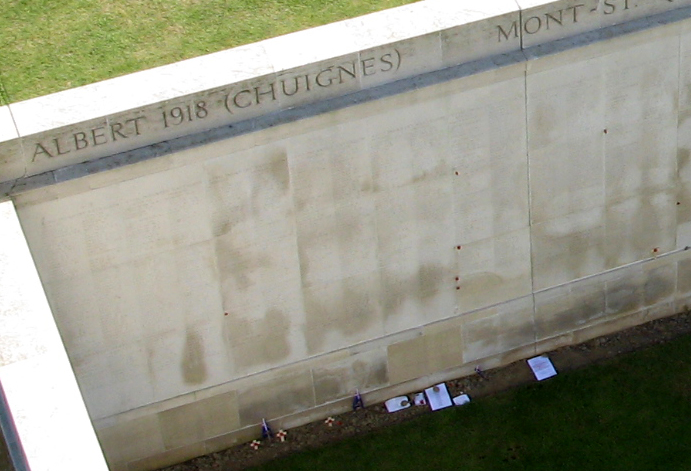
紙製のヒナゲシが壁に固定され、花や板が土台として置かれている (塔の上から撮影)。

#### イギリス軍墓地

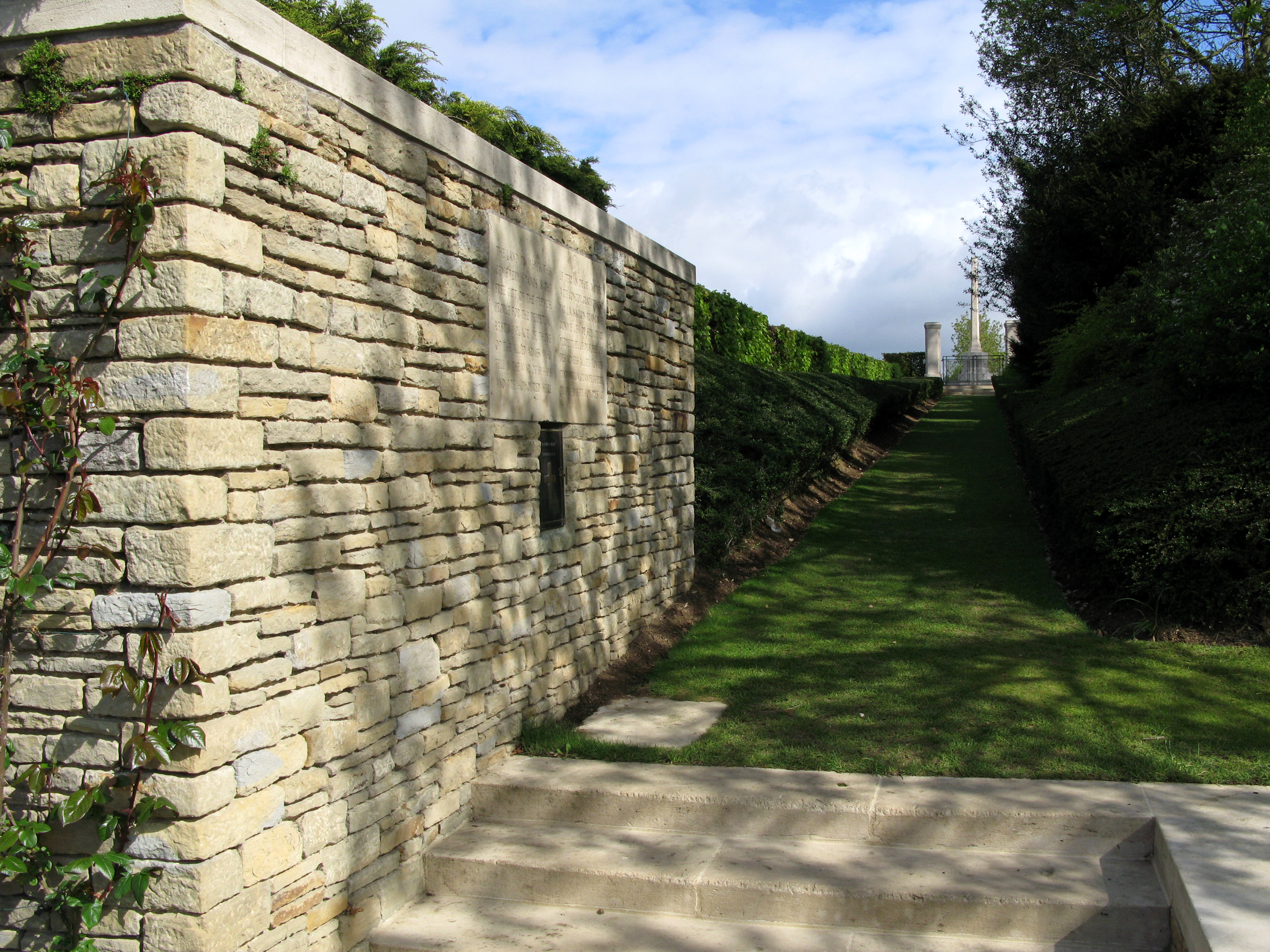
アデレード墓地を案内する壁の角にある階段より、通路の行き止まりに石造の十字架が見える。

- 十字架のカド :デミャンに向かう道中にあり、イギリス人287人、カナダ人76人、オーストラリア人296人、フランス人142人ならびにロシア人2人合わせて803人を埋葬している。住民によって墓地の中に建てられた石碑の銘: 「1918年4月24日から25日に、ヴィレ＝ブルトヌーの防衛の為に死んだ英雄たちへ、住民たちは感謝します。」
- アデレード軍人墓地
「オーストラリアの祈念碑」の敷地よりも小さい面積にあり、アミアンに向かって進むとある小さな集落のすぐ外側にある。伝統的な高い白色の十字架の裏に作られた扉戸にまで通ずる数十メートルに及ぶ目立った壁が、緩やかな傾斜の小道から見ることが出来る。

#### 古い工業用建築物
- Tiberghein兄弟メリヤス衣類工場[20]
- ヴァルトン・ジョゼフ メリヤス衣類工場[21]
- Tattegrain煉瓦工場[22]
- Rinet兄弟紡績工場[23]

#### 破壊された祈念碑
赤い城とも呼ばれた 「Château Delacour」 (ドゥラクール城) は、ソンムの戦いの間、オーストラリア人とニュージーランド人の将軍たちの住居として使用された。 (連合国軍総司令官に就任したフランスの陸軍軍人のフォッシュも滞在したことがある。)
第一次世界大戦中に破壊されて1918年以降放棄された後は、かなり印象的な廃墟となり、付近を通過する多くのドライバーたちの興味を惹いていた。残念なことに、オーストラリア人によって改修工事計画が提案されたのにもかかわらず、廃墟は2004年に自治体のコミューンの決定によって取り壊された。
城の廃墟の様子は、2002年に Delphine Gleize が製作した映画 「Carnages」によって城の取り壊し後も映像として後世に残せることになった。

### ヴィレ＝ブルトヌーと関連のある人物
- ジャン・テオデール・ドゥラクール (1890年-1985年): 鳥類学者。バードライフ・インターナショナルの創設者の一人。
- アンドレ・マラルトル (1921年-1995年): 詩人。